# White Tiger Energy Drink
White Tiger Energy Drink (WT) är en energidryck som inte innehåller ämnet taurin, till skillnad från många andra energidrycker. Drycken innehåller en mindre mängd socker än ett flertal av de vanligaste energidryckerna och är den första energidrycken i Europa som är Fairtrade. Som de flesta andra energidrycker innehåller den koffein (32 mg per 100 ml).  

## Källförteckning
- WT Energy Drink – Officiell webbplats
- Fairtrade Sverige - Fairtrade Sverige